# ماریا فون تراپ
ماریا آگوستا فون تراپ (۲۶ ژانویه ۱۹۰۵ – ۲۸ مارس ۱۹۸۷) مادرخوانده گروه آوازه خوانی خانوادگی فون تراپ بود.
داستان او الهام بخش فیلم خانواده تراپ بود که در سال ۱۹۵۶ در آلمان غربی ساخته شد. این فیلم خود مایه اقتباس تئاتر موزیکال آوای موسیقی بود که فیلمی به همین نام در سال ۱۹۶۵ از روی این نمایش تولید شد. این فیلم در ایران به نام اشک‌ها و لبخندها به نمایش درآمد.